# 比留木剛史
比留木 剛史（ひるき よしふみ、1969年7月26日 - ）は、NHKのシニアアナウンサー。

## 人物
大阪府羽曳野市出身。大阪府立生野高等学校を経て、広島大学法学部を卒業後、1993年に入局。

## 嗜好・挿話
- 高校の美術の時間に「ウ〇コの周りを飛ぶ銀バエのモビール」を作った[3]。
- 入局当初から西日本での勤務が多い。延べ8箇所の赴任先の内6箇所が西日本で、山陰地方や北陸地方、東北地方、北海道といった日本海側や北日本への赴任は1度もない。
- 趣味は読書、演歌鑑賞。

## 現在の業務・出演番組
- なし

## 過去の出演番組
岡山放送局時代
- 岡山のニュース・気象情報
- おかやまToday630 キャスター

神戸放送局時代
- 兵庫の中継等

大阪放送局時代（1度目）
- 関西のニュース・中継・リポート

東京アナウンス室時代（1度目）（2004年度 - 2007年7月）
- 世界のリポート（司会、2004年4月 - 2005年3月）
- おしゃれ工房（きき手、2004年4月 - 2005年3月）
- シブヤらいぶ館 演歌一本勝負（司会、- 2007年3月）
- ふるさと自慢うた自慢&ふるさと自慢コンサート（司会、ラジオ第1、- 2007年3月）
- NHK BSニュース（2時 - 6時、- 2007年3月の不定期）

長崎放送局時代（2007年8月-2010年6月）
- 長崎県のニュース
- アナウンス副部長として、指導等
- 長崎のこれから（編集責任者）
- しゃべラジながさき（編集責任者）
- 見んと！長崎（編集責任者）
- NHKニュースながさき（不定期）
- ニュース845長崎（不定期）
- 長崎放送局制作番組の編集責任者

大阪放送局時代（2度目）（2010年6月 - 2014年度）
- 関西のニュース
- 関西845（不定期）
- ゆうどき 関西発 キャスター（ゆうどきネットワーク 関西発時代からの2013年4月5日 - 2015年3月6日）
- 上方演芸会（司会）
- 2011年3月の東北地方太平洋沖地震では、福島放送局に応援で派遣され、災害情報を中心にローカルニュースを担当した。
- 2014年8月の広島市の土砂災害では、広島放送局に応援で派遣され、災害情報を中心にローカルニュースを担当した。

東京アナウンス室時代（2度目）（2015年度 - 2018年6月）
- デスク業務、指導等
- 首都圏ネットワーク（2015年8月24日 - 28日）山田大樹のキャスター代行
- 首都圏ネットワーク　リポーター・ニュースリーダー（2015年4月 - 2017年3月）
- ニュース・気象情報・リポート（主に関東甲信越ローカル）
- NHK BSニュース（0時 - 4時、不定期）
- ぼくらの青春 J-POP 平成ミュージック・グラフィティー　パーソナリティ（2015年9月25日 - 2016年3月25日）
- 真打ち競演 東京収録時の司会（2017年11月 - ）
- あさイチ リポーター（2017年4月 - 2017年9月）

広島放送局時代（2018年6月 - 2021年6月）
- アナウンス統括業務
- 放送部アナウンス専任部長
- 広島県・中国地方のニュース
- ひろしまニュース845（不定期）
- ニュースちゅうごく645（不定期）
- おはよう中国（ラジオ第1・不定期）
- おはよう島根（2019年4月12日・応援要員）
- 指導等
- 広島局制作番組の編集責任者

大阪放送局時代（3度目）（2021年7月 - 2024年7月）
- 関西のニュース
- 大阪局制作番組の編集責任者
- ニュース845 （不定期）
- 放送部アナウンス専任部長（2022年7月 - 2023年3月）→アナウンスグループ統括・部長級（2023年4月-2024年7月）
- 関西発ラジオ深夜便（2022年4月15日 - 16日、2024年2月16日 - 17日・アンカー）[4]

東京アナウンス室時代（3度目）（2024年8月 - ）
・デスク業務